# سعادة مفرطة
سعادة مفرطة او "الكثير من السعادة" هي مجموعة قصص قصيرة للكاتبة الكندية أليس مونرو ، نُشرت في 25 أغسطس 2009 بواسطة دار نشر دوغلاس جيبسون التابعة لمكلايلاند وستيوارت .  القصة التي تحمل عنوان الكتاب هي إعادة سرد خيالية لحياة عالمة الرياضيات والكاتبة الروسية صوفيا كوفاليفسكايا في القرن التاسع عشر. يحتوي الكتاب على عشر قصص قصيرة.  تسلط كل قصة الضوء على جوهر بطلها من خلال سرد مشاهد مختارة من حياة تلك الشخصية.

## ملخص
«على رصيف القطار، تعترض طريقهم قطة سوداء بشكل غير مباشر. إنها تكره القطط، بل وتكرهها أكثر. لكنها تصمت وتكبح ارتجافها. وكأنه يكافئها على هذا الضبط، يعلن أنه سيسافر معها إلى كان، إذا وافقت. بالكاد تستطيع الرد، فهي ممتنة للغاية». تسعى شخصيات أليس مونرو وراء السعادة. مسعى تافه، يائس، ومذهل، لكنه سعيٌ لا هوادة فيه. في هذه المجموعة من القصص القصيرة، نلتقي بطالب يقبل عروضًا غير لائقة من رجل عجوز، أو أم ثكلى تُغير هويتها، أو امرأة تواجه أخيرًا نصيبها من القسوة. بأسلوب كتابة دقيق وحساس، تُسلط أليس مونرو الضوء على القوى الخفية التي تُوجه كل مصير.

## محتوى الكتاب
يوجد 10 قصص في المجموع:  الأبعاد ، الخيال ، حافة وينلوك ، الثقوب العميقة ، الجذور الحرة ، الوجه ، بعض النساء ، لعب الطفل ، الخشب ، والقصة التي تحمل عنوان الكتاب. 